# Undrop
Undrop — испанская инди-рок группа из Мадрида, пик популярности которой пришёлся на конец 1990-х годов. Основана в 1994 году братьями Томасом и Стефаном Рундквист и Антонио Креспо, группа играет музыку в стиле рок и поп с примесью панка и регги. В творчестве Undrop присутствует сильное влияние восточной философии и мистицизма, а также индийской музыки.

## История
Братья Томас и Стефан Рундквист, родом из Швеции, приехали в Испанию в 1994 году. Они путешествовали по Европе на стареньком микроавтобусе вместе со своими инструментами, играя там, где выпадала возможность. Вскоре после прибытия в Испанию они познакомились с испанским музыкантом Антонио Креспо (который в то время был участником группы Sal de Mi Vida) и создали группу Undrop. Вместе они начали посещать кришнаитские храмы, куда их привлекала вкусная вегетарианская еда прасадам. Участники Undrop заинтересовались всем, что было связано с ведийской культурой, йогой, темами кармы и реинкарнации. Вскоре они стали кришнаитами, начали следовать лакто-вегетарианской диете, отказались от употребления наркотиков и других одурманивающих средств.
Через какое-то время группа привлекла внимание испанского инди-лейбла Subterfuge Records. В результате, Undrop пригласили принять участие в массовой рекламной кампании пепси-колы в испанских СМИ. Undrop снялись в рекламном ролике, где исполнили свою композицию «Train». Группа немедленно привлекла внимание публики и приобрела огромную популярность в Испании.
На волне успеха, в 1998 году Undrop выпустили свой дебютный альбом «The Сrossing», который достиг в Испании золотого статуса, и благодаря тому, что песни были на английском языке, сделал группу известной в других европейских странах. В июне 1998 года вышла в свет композиция «Train», поднявшаяся до 4-го места в испанском хит-параде и продержавшаяся в десятке лидеров 6 недель.
В 1999 году Undrop заключили контракт с Sony Music и записали свой второй альбом Boomerang. Хотя Boomerang был выпущен одной из крупнейших компаний звукозаписи мира, он не повторил успеха дебютного альбома группы. После этого группа создала свою собственную компанию звукозаписи Gopal, которая и выпустила их третий альбом Uprooted (2001). Альбом содержал «большую дозу рока и попа» с заметным влиянием индийской музыки: в его записи музыканты использовали такой традиционный индийский музыкальный инструмент, как ситар.
В текстах песен Undrop нашли своё отражение духовные принципы, которым следуют участники группы. Музыканты утверждают, что «Музыка и духовность всегда были вместе, будь то в творчестве Баха или Боба Марли, блюзе или джазе». В песнях группы также заметно присутствует тема природы. «Мы хотим выйти за пределы Вавилона, жить в местах где есть чистая вода, горы, птицы, животные, деревья, — в подобной обстановке мы чувствуем себя комфортно». Именно в таком месте в 1990-е годы участники Undrop проводили значительную часть своего времени, проживая в кришнаитской сельскохозяйственной общине Нуэва-Враджамандала, расположенной в 100 км от Мадрида, в провинции Гвадалахара. Там, «среди королевских павлинов и коров», они репетировали между гастролями.
Комментируя возможное несоответствие между своими духовными принципами и участием в реламной кампании пепси-колы, участники группы заявили, что «Если смотреть на вещи шире, то нашему мировоззрению совсем не противоречит участвовать в рекламной кампании крупной фирмы. Они помогают нам в том, чтобы люди во многих местах услышали нас, а наше послание очень позитивное, и потому в этом нет ничего плохого». В 2001 году испанская газета El Mundo отметила, что «в случае с Undrop до сих пор не понятно, послужил ли факт того, что они ассоциировали свой имидж с пепси-колой причиной их успеха или причиной потери доверия к ним. В продаже души дьяволу есть свои неудобства».
В 2000-е годы члены группы участвовали и записывали диски в разных проектах, таких как Amparanoia, Dhira и Cows in Love. В 2008 году члены ансамбля собрались вместе и записали новый альбом Party.

## Дискография
| Год  | Альбом       | Лейбл              | Список песен |
| ---- | ------------ | ------------------ | --- |
| 1998 | The Crossing | Subterfuge Records | 1. Train 3:24 2. Mother Nature 3:57 3. Wake Up 4:58 4. Gaura Hari 3:47 5. Sunshine 4:35 6. Side by Side 3:26 7. The Crossing 4:04 8. Slowly 3:53 9. Forever 4:37 10. Blind 4:32 11. Dream 4:11 12. Le Midi 11:26 |
| 1999 | Boomerang    | Sony Music         | 1. Boomerang 3:35 2. Love 3:11 3. Free 3:23 4. Harvest 3:26 5. Welcome 3:39 6. Rosemary Hills 2:50 7. Here I Am 3:33 8. Change The World 3:27 9. Rainbow 3:43 10. Mine, Mine, Mine 3:19 11. Run 3:27 12. Decision Time 4:22 13. Gopal Swing 8:43                                                                                         |
| 2001 | Uprooted     | Gopal              | 1. Lion 3:42 2. Lets Take Our Trip Down Memory Lane 3:40 3. Moonlike Face 3:41 4. Cyber Head 4:00 5. The Minefield 6:21 6. 1+1=3 4:41 7. Elevation 3:43 8. Without Roots 3:59 9. Ragga 3:39 10. Go Beyond Matter 3:01 11. Calling Gopinath 7:45 12. Live Today 4:39 13. Crazy 4 U 5:18 14. Positiv 4:03 15. Mashed Potatoes Part II 4:52 |
| 2008 | Party        | Steffan Records    | 1. Party 3:18 2. Glad Glad Glad 3:30 3. Goranga 4:00 4. Soul Star 3:29 5. For Granted 3:14 6. Shining For You 3:36 7. My Back Pages 3:17 8. The Beauty of Destruction 2:55 9. Mystic Oness & Difference 4:23 10. Train 2008 3:47 |